# 穆罕穆德·迪亚拉
穆罕穆德·迪亚拉（法語：Mahamadou Diarra，1981年5月18日—）是一名前馬里足球運動員，擔任防守中場，曾效力里昂和皇家馬德里。迪亞拉亦曾是馬里國家足球隊的成員。

## 俱乐部
迪亞拉在馬里巴馬科出生，出國先後效力OFI克里特和維迪斯，在法甲里昂成名，在中場與艾辛拍檔，獲得聯賽四連冠。
2006年獲卡比路青睞，以2,600萬歐元轉投皇家馬德里，效力四年期間兩奪西甲錦標，直到摩連奴接掌皇馬帥印，引入沙比·阿朗素及基迪拉，迪亞拉才失落正選席位，於2011年1月皇馬買斷其餘下合約並被棄用。迪亞拉加盟摩納哥，但於球隊在季後降班離隊。
2012年2月27日迪亞拉與英超球會富咸簽約效力至球季結束，並可優先續約1年。

## 国家队
迪亞拉為馬里國家隊上陣64場及射入6球。

## 榮譽
里昂
- 法甲（4次冠軍）：2002/03、2003/04、2004/05、2005/06年；
- 法國超級盃（4次冠軍）：2003年、2004年、2005年、2006年；

皇家馬德里
- 西甲（2次冠軍）：2006/07年、2007/08年；
- 西班牙超級盃（1次）：2008/09年；
- 西班牙國王盃（1次）：2010/11年；

馬里國家隊
- 1999年世界青年足球錦標賽第三名（馬里U20國家隊）